# 封神演義 (テレビドラマ)
『封神演義』（ほうしんえんぎ、簡体字中国語: 封神榜之凤鸣岐山）は、2007年の中国のテレビドラマ。全38話。

## 概要
『西遊記』『三国志演義』『水滸伝』と並び、日本でも絶大な人気を誇る中国古典小説『封神演義』の映像化作品。
2009年に続編『封神演義～逆襲の妲己～』が作られた。

## あらすじ
殷代末期。殷の悪政に耐えかね、72諸侯と聞仲太師ひきいる殷軍が衝突した。
殷の暴君・紂王が女媧宮の大典に参詣する途中、72諸侯の頭首・袁福通の差し向けた刺客に狙われる。難を逃れ神殿にたどり着いた紂王は、その美しい女媧の像を前にして「その妖艶な姿が動くものならば、連れ帰り余に仕えさせるものを」という詩を女媧宮の壁画に刻み込んだ。
紂王の神を冒涜する行いに天界を治める女媧は怒り、「紂王を改心させたものは人や妖怪に限らず神に封ずる（封神する）」と告げた。

## 登場人物・出演者
| 登場人物         | 出演者           |
| ---------------- | ---------------- |
| 蘇妲己           | ファン・ビンビン |
| 紂王（殷寿）     | マ・ジンタオ     |
| 姜子牙（太公望） | リウ・ドーカイ   |
| 姫発（周・武王） | チョウ・キット   |
| 姜皇后           | 金巧巧           |
| 黄貴妃           | 馮春哲           |
| 楊貴妃           | 楊光             |
| 聞仲太師         | 許還山           |
| 黄飛虎           | チェン・ビンフイ |
| 商容             | ウー・マ         |
| 比干             | 郭凱敏           |
| 微子啓           | 関順田           |
| 蘇護             | 杜志国           |
| 玉容             | 王暁鳳           |
| 展絹             | 馮凇凇           |
| 馬氏             | 徐松子           |
| 申公豹           | 苗海忠           |
| 姫昌（周・文王） | 田景山           |
| 伯邑考           | 関礼傑           |
| 子嫻             | 曽詩梅           |
| 武吉             | 婁淇             |
| 女媧             | 謝潤             |
| 嫦娥             | 劉涛             |
| 元始天尊         | 唐国強           |
| 通天教主         | 李慶祥           |
| 南極仙翁         | 蕭兵             |
| 太乙真人         | 陽光             |
| 金光聖母         | 商憶莎           |
| 楊戩             | ハン・ドン       |
| 哪吒（幼年）     | 呉磊             |
| 哪吒（少年）     | ボニー・シン     |
| 琵琶精           | 周影             |
| 胡喜媚           | 呉佳妮           |
| 鳳来             | 鄢博雅           |

## スタッフ
- 監督： ジン・グオジャオ

## 主題歌
- オープニング：『愛』

作詞・作曲：李斌
歌：樊竹青、王英姿
- エンディング：『封神榜』

作詞・作曲：李斌
歌：周鵬

## DVD
- 日本版 『封神演義』DVD-BOX計2組

販売元：エスピーオー、2009年12-2010年1月リリース
オープニング曲・エンディング曲が独立したチャプターになっておらず、DVDの再生機能で主題歌のみを飛ばして再生することは出来ない。